# 트루먼 커포티

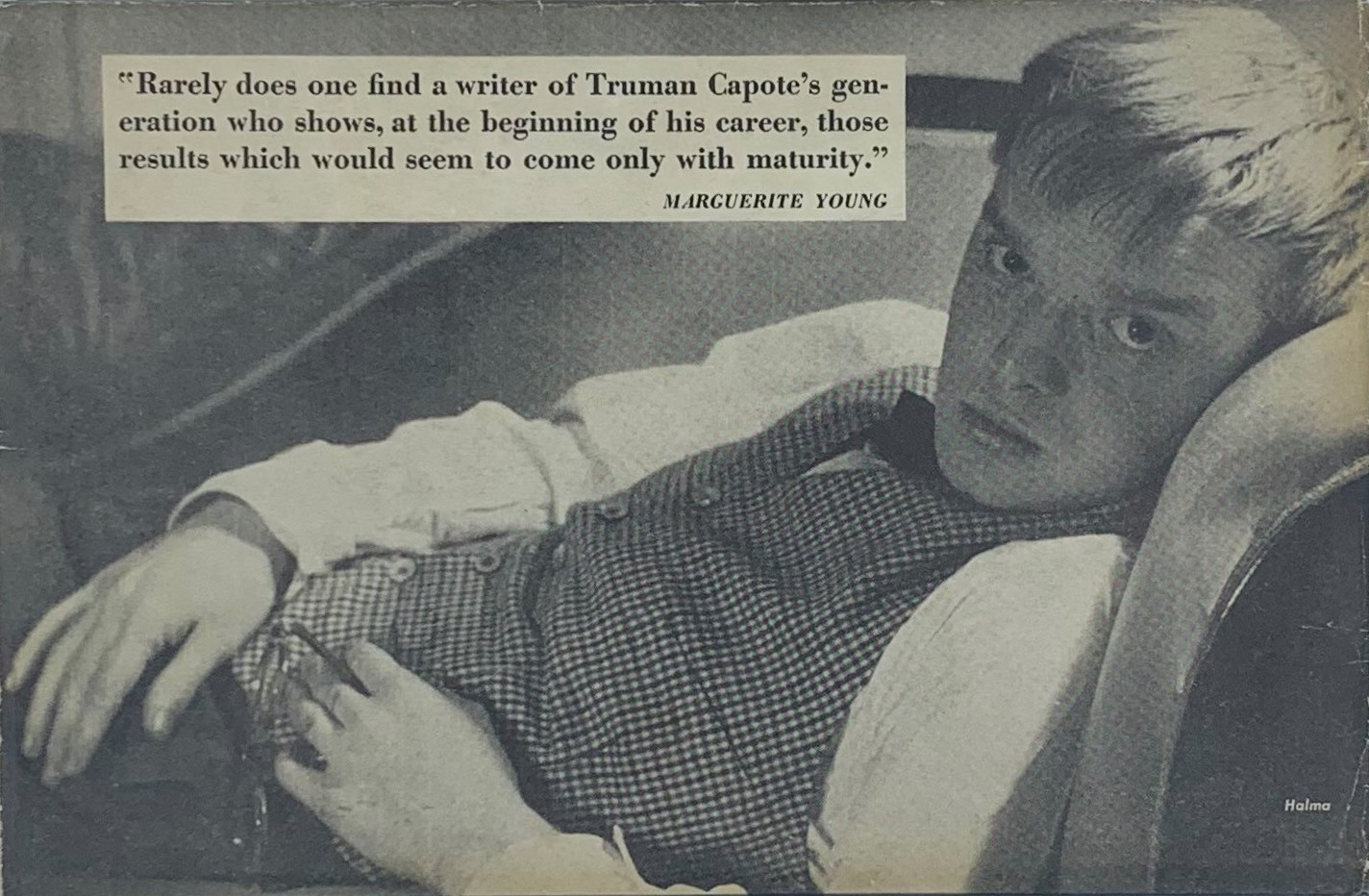
<딴 음성, 딴 방>의 홍보를 위해 해럴드 할마가 촬영한 커포티 사진

트루먼 가르시아 커포티(영어: Truman Garcia Capote, 본명: 영어: Truman Streckfus Persons, 1924년 9월 30일 ~ 1984년 8월 25일)는 미국의 배우이자 소설가이다.
루이지애나주 뉴올리언스에서 태어났다. 어릴 때부터 조숙하여 10세 때 마르셀 프루스트의 <잃어버린 시간을 찾아서>나 귀스타브 플로베르의 소설을 읽었다.
학교를 싫어하고 17세 무렵부터 단편소설을 써서 <밀리엄>으로 오 헨리상을 받았고, 잠시 잡지사 <더 뉴요커>에서 근무하였으며, <딴 음성, 딴 방(房)>(1948)에서 13세 소년의 동성애와 몰락한 남부의 귀족계급을 그려 호평을 받았다. 다음 작품 <풀의 하프>(1951)에서 색다른 집단을 환상적 세계로 묘사하였다.
윌리엄 포크너의 후계자로서 남부 출신의 중요한 문학가로 지목되었으나, 뉴욕으로 옮겨 가서 <티파니에서 아침을>(1958)을 집필해 화려한 낭만주의의 세계를 펼쳤다. 기타 작품으로 <지방색>(1950)을 비롯하여 단편집 <밤의 나무>(1956), <뮤즈의 소리를 듣는다>(1956)가 있다.
또 선량한 농민 일가의 사살(射殺) 사건을 모티브로 한 <냉혈(冷血)>(1965)에서는 교수대(絞首臺)에서 사라지는 범인의 심리를 묘사하여 베스트 셀러가 되었다.
1947년 <딴 음성, 딴 방>의 홍보를 위해 해럴드 할마가 촬영한 사진으로 유명하며, 앤디 워홀에게 큰 인상을 남긴 것으로 알려져 있다.